# Testa d'angelo
Il Testa d'angelo è una scultura in terracotta ricoperta di pittura marrone scuro con frammenti di rame (24,10x22,2x15,8 cm), realizzata da Gian Lorenzo Bernini intorno al 1655 circa e custodita nella Frick Collection di New York.

## Descrizione e stile
La Testa d'angelo era uno studio per il gruppo marmoreo di Abacuc e l'angelo. Secondo la storia biblica, l'angelo sollevò il profeta biblico per i capelli portandolo a sfamare Daniele che stava prigioniero nella fossa dei leoni. Evidente è la caratterizzazione vitale che lo scultore seppe dare al soggetto, animato da un'espressiopne gioiosa, con i capelli mossi dal vento. Il tocco immaginativo dell'artista, ben percepibile nella terracotta, si manifesta con tratti rapidi e sicuri.